# 苏云 (缅甸君主)
蘇雲（[sɔ́ jʊ́ɴ]），舊譯修雲，是緬甸實皆王國君主，1315年至1327年間在位。蘇雲是彬牙王國國王底哈都的長子。
底哈都以蒲甘王國的繼承者自居，收養末代國王覺蘇瓦的兒子烏茲那，以其為王儲，令長子蘇雲非常不滿。1315年，蘇雲率眾渡過伊洛瓦底江，前往實皆築城。1316年，實皆城完工，蘇雲擊退了受命前來征討的烏茲那與覺蘇瓦。
1317年至1318年，時局產生有利於蘇雲的變化，彬牙王國南部地區東敦枝與東吁爆發叛亂，底哈都派烏茲那與覺蘇瓦率軍平定了叛亂，但他自此不再發兵征討實皆的蘇雲，而蘇雲也未曾正式宣稱脫離父王獨立。
1325年，底哈都病逝，蘇雲的實皆王國與烏茲那的彬牙王國正式分裂，實皆王國佔有上緬甸的西北部。1326年，蘇雲躲過了一次覺蘇瓦指使的刺殺。1327年，蘇雲崩逝，年僅27歲。據緬甸史書記載，蘇雲是一位強大、仁慈、受百姓歡迎的國王。